# 크림 작전

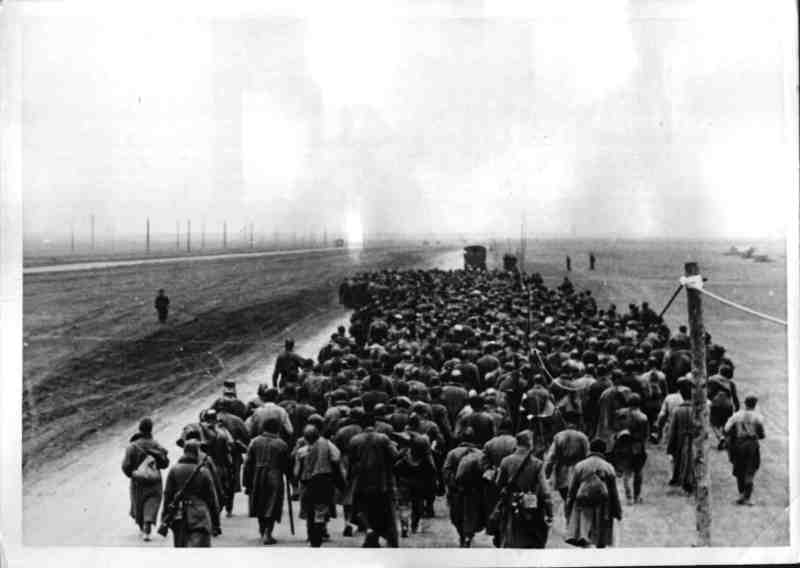
1941년 11월 6일 추축국이 점령한 크림 반도의 소련 포로

크림 작전(Crimean campaign)은 제2차 세계대전 중 추축국이 바르바로사 작전의 일환으로 수행한 작전이다. 침공군은 루마니아 왕국과 이탈리아의 지원을 받아 독일이 이끌었고, 소련은 크림반도 전역에서 방어 진지를 차지했다. 추축국의 공세로 붉은 군대가 패퇴했고 독일이 3년 동안 크림 반도를 점령할 수 있게 되었다.
1941년 9월 26일부터 독일 제11군과 루마니아 제3군, 제4군이 전투에 참여했다. 이들은 소련 51군과 흑해 함대의 반대를 받았다. 캠페인 이후 크림 반도는 독일 A 집단군에 의해 점령되었으며, 제17군은 주요 예하 편대였다.
세바스토폴과 케르치는 이 캠페인 동안 추축국이 점령하지 않은 유일한 크림 도시였다. 전자는 독일군과 루마니아군에 저항한 공로로 소련 정부로부터 영웅 도시로 영예를 얻었고, 후자는 1941년 말 상륙작전 중 소련군에 의해 잠시 탈환되었다가 부스타드 사냥 작전 중 독일군에 의해 5월 8일 다시 점령되었다. 세바스토폴 공성전은 1941년 10월 30일부터 추축국이 마침내 도시를 점령한 1942년 7월 4일까지 250일간 지속되었다.
11월 6일 이른 시간, 콘스탄틴 코스타체스쿠(Constantin Costăchescu)가 지휘하는 루마니아 잠수함 델피눌(Delfinul)이 얄타 남쪽 6.4km 떨어진 소련 화물선 우라레츠(Uralets)를 어뢰 공격하여 침몰시켰다. 잠수함은 이후 소련군의 공격을 받았지만 터키 해안을 따라 경로를 따라 최대 80건의 수뢰를 피한 후 11월 7일 콘스탄차에 안전하게 도착했다.
작전의 주요 목표인 세바스토폴은 1941년 10월 30일 독일군에 포위되어 공격을 받았다. 그러나 독일군은 소련의 반격으로 격퇴되었다. 나중에 오데사 시에서 대피한 많은 군대가 세바스토폴을 방어하는 데 기여했다. 그 후 독일군은 도시를 포위하기 시작했다. 11월 11일과 11월 30일에 도시의 동부와 남부 지역에 대한 다른 공격은 실패했다. 그 후 독일군은 여러 포병 연대에 의해 강화되었으며, 그 중 하나에는 철도포 슈베러 구스타프(Schwerer Gustav)가 포함되었다. 12월 17일의 또 다른 공격은 증원군의 도움으로 마지막 순간에 격퇴되었고, 소련군은 크리스마스 다음 날 세바스토폴을 구호하기 위해 케르치 반도에 상륙했다. 그들은 4월 9일 독일군의 반격을 받고 5월 18일에 제거될 때까지 그 지역에 남아있었다. 방해 요소가 제거되자 독일군은 6월 29일 세바스토폴에 대한 공격을 재개하여 내부 방어선을 뚫었다. 소련 사령관은 공성전이 끝날 무렵 잠수함으로 대피하거나 대피했으며 도시는 1942년 7월 4일 항복했지만 일부 소련군은 7월 9일까지 도시 외곽의 동굴에서 버텼다.

## 문헌
- Bishop, Chris, The Military Atlas of World War II, Igloo Books, London, 2005 ISBN 1-904687-53-9
- http://www.soldat.ru/spravka/freedom/1-ssr-3.html Dudarenko, M.L., Perechnev, Yu.G., Yeliseev, V.T., et.el., Reference guide "Liberation of cities": reference for liberation of cities during the period of the Great Patriotic War 1941–1945, Moscow, 1985 (Дударенко, М.Л., Перечнев, Ю.Г., Елисеев, В.Т. и др., сост. Справочник «Освобождение городов: Справочник по освобождению городов в период Великой Отечественной войны 1941–1945»)
- Keegan, John, The Times Atlas of the Second World War, Crescent Books, New York